# 张云松
张云松（1977年3月20日—），北京人，中国篮球运动员，职业生涯仅效力于北京金隅队一支球队。现担任中国篮球特体队教练。

## 职业生涯
张云松1987年进入北京市东城区体校进行专业训练，是从其启蒙教练董玮。后于1994年进入北京青年队继续自己的篮球生涯。1995年，张云松正式加入北京金隅队，开始了自己的职业生涯。
在前任队长闵鹿蕾的退役之后，张云松很快接过了北京队队长一职。他以自己较快的速度、精准的三分，以及顽强的作风成为了北京队的标志性人物。经过自己不懈的努力，他于1996年入选了国家青年队，并在2004年雅典奥运会之前，正式入选了中国国家男子篮球队，并随队冲入了雅典奥运会男子篮球比赛的八强。
然而由于身高等身体素质的不足，张云松始终在国家队难以获得一个先发的位置，直到最后彻底遭到国家队的弃用。他从此专心于联赛，并开始学习教练理论。2005-2006赛季，他和北京队另一名领袖级人物孟克·巴特尔共同率领北京金隅队夺得了该赛季的第3名，平了球队历史上的最好战绩。
2007-2008赛季，北京队中主将陈磊开始担任队长，而张云松则开始担任球队助理教练一职。但是他仍然几乎每场比赛先发出场，并为球队继续做出自己的贡献。
2009-2010赛季，张云松萌生退意。最终在2010-2011赛季北京金隅队首场主场比赛的中场休息期间，北京首钢篮球俱乐部为其举办了退役仪式，也正式宣告了他15年职业生涯的终结。

## 曾获荣誉
- 1995年 青年联赛 抢断王
- 2006年 CBA全明星赛 技巧王
- 2004年 雅典奥运会 第八名
- 2005年 亚洲男子篮球锦标赛 冠军
- 2003年 世界大学生运动会 第四名
- 1995-1996赛季 中国男子篮球职业联赛 第三名
- 2005-2006赛季 中国男子篮球职业联赛 第三名

## 关于其出生年月的疑问
张云松的出生年份一般有两种说法，一是1977年，二是1981年。联想到2008-2009赛季中国男子篮球职业联赛开战之初的年龄作假事件，张云松可能也是之前相传中国篮球运动员年龄作假事件的当事人之一。但到目前为止，没有任何证据表示上述两种年龄哪一个是正确的。